# Партизанське (Багратіоновський район)
Партизанське (рос. Партизанское) — селище Багратіоновського району, Калінінградської області Росії. Входить до складу Нівенського сільського поселення.
Населення — 1081 особа (2015 рік).